# Tommy Chong

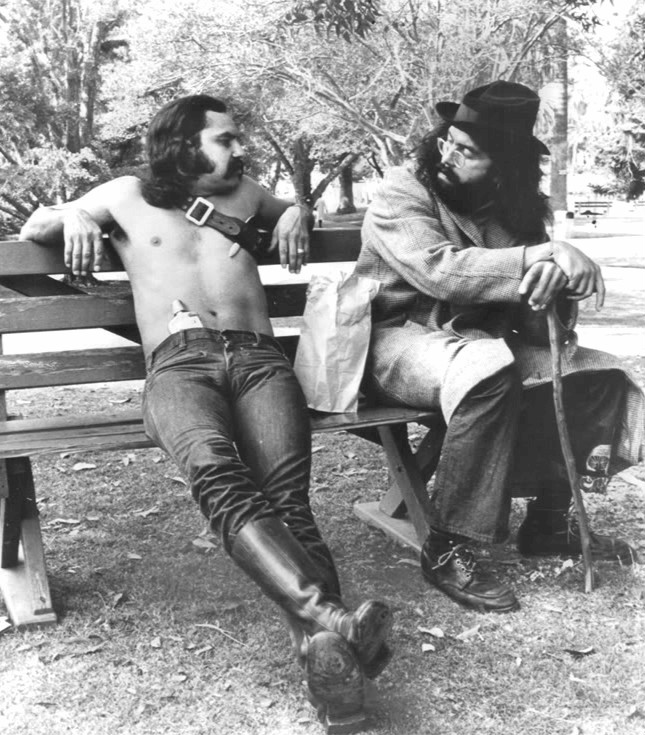
Tommy Chong (à direita) com Cheech Marin, em 1972

Thomas B. Kin Chong (Edmonton, Canadá, 24 de maio de 1938), mais conhecido como Tommy Chong, é um ativista, ator, comediante e músico canadense. É conhecido por sua parceria com Cheech Marin na dupla Cheech & Chong, por ser pai das atrizes Rae Dawn Chong e Robbi Chong, por sua participação no filme Queimando Tudo, no seriado That '70s Show e por seu ativismo para a descriminilização e legalização da maconha (canabis em Portugal) sendo membro de organizações tais como a National Organization for the Reform of Marijuana Laws (Organização Para a Reforma das Leis da Maconha, em inglês), também conhecida pela sigla NORML.

## Filmografia

### Séries de TV
- That '90s Show (2023) - Leo Chingkwake
- Playboy Comedy Roast for Tommy Chong (1986)
- Miami Vice (1986) – T.R. 'Jumbo' Collins
- The George Carlin Show (1994) – Rhodes
- Nash Bridges (1997) – Barry Chen
- Sliders (1997) – Van Elsinger
- That 70s Show (1999–2002), (2005–2006) – Leo Chingkwake
- Dharma & Greg (1999) – Carl
- South Park (2000) – Chief Running Pinto
- George Lopez (2007) – Mr. Gutierez
- Code Monkeys (2008) – Laird Boone
- Red Eye with Greg Gutfeld (Fox News Channel) – ele mesmo
- MADtv (2009) – ele mesmo
- Tosh.0 (2009) – ele mesmo
- WWE Raw (2010) – ele mesmo
- The Simpsons (2011) – ele mesmo
- Franklin and Bash (2011) – Judge Tommy Harper
- Raising Hope (2014) – Hubert Wilson
- The Millers (2014) – Ganja Man
- Dancing with the Stars (2014) - ele mesmo
- Trailer Park Boys: Out of the Park (2017) - ele mesmo

### Dublagens
- FernGully: The Last Rainforest (1992) – Root
- Scarface: The World Is Yours (2006) – pedestre
- Code Monkeys (2008) – Laird Boony
- Hoodwinked 2: Hood vs. Evil (2011) – Stone
- Cheech & Chong's Animated Movie (2012)
- Zootopia (2016)

### Filmes
- Up in Smoke (1978) ... Anthony 'Man' Stoner
- Cheech & Chong's Next Movie (1980) ... Chong
- Nice Dreams (1981) ... Chong
- It Came from Hollywood (1982) ... Himself
- Things Are Tough All Over (1982) ... Chong/Prince Habib
- Still Smokin' (1983) ... Chong
- Yellowbeard (1983) ... El Nebuloso
- Cheech & Chong's The Corsican Brothers (1984) ... Lucian Corsican
- Get Out of My Room (1985) ... The Man
- After Hours (1985) ... Pepe (as Chong)
- Far Out Man (1989) ... Far Out Man
- Tripwire (1990) ... Merle Shine
- The Spirit of '76 (1990) ... Stoner
- Life After Sex (1992) ... awkward naked guy
- FernGully: The Last Rainforest (1992) ... Root
- National Lampoon's Senior Trip (1995) ... Red
- McHale's Navy (1997) ... Armando/Ernesto
- Half Baked (1998) ... Squirrel Master
- The Wash (2001) ... Dee's Connection
- Best Buds (2003) ... Tommy Chong/Carlos
- Secret Agent 420 (2005) ... QP
- Evil Bong (2006) ... Jimbo Leary
- American Drug War: The Last White Hope (2007) ... ele mesmo
- The Union: The Business Behind Getting High (2007) ... ele mesmo
- I Am Somebody: No Chance in Hell (2008) (original title: Chinaman's Chance) ... Delegado Tom
- a/k/a Tommy Chong (2008 DVD Release) ... ele mesmo
- Cheech & Chong's Hey Watch This (Documentário sobre a turnê de reunião com Cheech Marin em 2008–09 ) (2010) ... ele mesmo
- Cheech & Chong's Animated Movie (2013) ... Chong